# Gelato Festival World Masters
Gelato Festival World Masters – międzynarodowy festiwal wytwórców lodów, odbywający się corocznie od 2010 we Florencji i Bolonii (Włochy).
Festiwal został zainspirowany pierwszym wytworzeniem tradycyjnych lodów z przez Bernardo Buontalentiego w XVI wieku. Organizowany jest we współpracy z Carpigiani Gelato University i połączony z najważniejszymi profesjonalnymi targami lodziarskimi organizowanymi przez Italian Exhibition Group. Wydarzenie wyłania najlepszych cukierników z branży lodziarskiej, wcześniej poszukując ich na całym świecie.